# Gnophos albidior
Gnophos albidior là một loài bướm đêm trong họ Geometridae.